# 케이시 (가수)
케이시(본명: 김소연, 한국 한자: 金素姸, 1995년 10월 6일 ~ )은 대한민국의 가수이다.

## 학력
- 모충초등학교 (졸업)
- 청주여자중학교 (졸업)
- 충북여자고등학교 (졸업)
- 서울시립대학교 예술체육대학 음악학과 (졸업)

## 음반 목록
- 침대 위에서 (In My Bed) (2015)
- 우우우 (2015)
- 쓰담쓰담 (2016)
- 손끝의 사랑 (with B1A4,서은광 (비투비), 이창섭, 허영지 (카라), A-JAX, 에이프릴 (APRIL), 오마이걸 (OH MY GIRL))
- 나의 영웅 (with 수호, 이특) (2016)
- Dream (2017)
- 쌈, 마이웨이 OST Part.2 - 굿모닝(Good Morning) (2017)
- 조영수 All Star - 별똥별 (with. 베이식) (2017)
- 하백의 신부 2017 OST Part.3 - 꿈꾸던 날 (2017)
- 비야 와라 (2017)
- 이 노랠 들어요 (2017)
- 사랑받고 싶어 [EP] (2018)
- 사진첩 (2018)
- 기름진 멜로 OST Part.5 - 사랑이 시작될 때 (2018)
- 식샤를 합시다3: 비긴즈 OST Part.7 - 같은 기억 (2018)
- 웹툰 연놈 OST Part.1 - 손을 잡아줘 (2018)
- 그때가 좋았어 (2018)
- 진심이 담긴 노래 (True Song)
- Rewind [EP] Title: 가을밤 떠난 너 (2019)
- 초콜릿 OST Part.6 - 마중 (2019)
- 이 노랜 꽤 오래된 거야 (with 솔라 (마마무)) (2020)
- 이 마음이 찾아오면 (2020)
- 똑똑 (TOCK TOCK) (2020)
- 추억 [EP] (Title: 행복하니) (2020)
- 스타트업 OST Part.15 - 날 사랑한 처음의 너로 돌아와 (2020)
- SWAG OST - 어지러워 (2020)
- 비밀:리에 Vol.2 - 오늘도 난 봄을 기다려 (2021)
- 너의 발걸음에 빛을 비춰줄게 (Prod. 조영수) (2021)

## 출연 작품

### 텔레비전 프로그램
- Mnet 《언프리티 랩스타 3》 (2016) - 참가자
- MBC 《미스터리 음악쇼 복면가왕》 (2019) - 참가자 (갑자기 분위기 운명의 데스티니)
- TV CHOSUN 《국가가 부른다》 (2022) - 게스트
- SBS 《골 때리는 그녀들》 (2023~2024) - FC발라드림 합류 후 2024년 03월06일 하차

## 수상 목록
- 2019 올해의 브랜드 대상 올해의 여성보컬
- 2020 제9회 가온차트 뮤직 어워즈 발라드부문 올해의 발견상
- 2020 제29회 하이원 서울가요대상 R&B부문 힙합상
- 2021년 제29회 대한민국 문화연예대상 K-POP 스타상